# Zwartvoetbunzing
De zwartvoetbunzing (Mustela nigripes) is een marterachtige uit Noord-Amerika. Vroeger kwamen ze voor op de gehele Noord-Amerikaanse prairies, maar de soort was in de 20ste eeuw nagenoeg uitgestorven in het wild. Wetenschappers vingen in 1981 de laatst bekende populatie in een (succesvolle) poging deze soort te redden. Sinds 1991 worden dieren weer gecontroleerd vrijgelaten, waardoor hun aantal fors gestegen is.

## Kenmerken
De zwartvoetbunzing wordt 38 tot 41 centimeter lang en weegt 900 tot 1000 gram. De staart is 11 tot 13 centimeter lang.

## Leefwijze
De zwartvoetbunzing leeft voornamelijk solitair. Hij jaagt de prairiehonden tot in hun hol na. De zwartvoetbunzing bouwt ook zijn nest in het hol van een prairiehond. Per worp krijgt de bunzing drie tot zes jongen.

## Bescherming
De jacht op zijn voornaamste prooidier, de prairiehonden, zorgde ervoor dat de zwartvoetbunzing in het wild was uitgestorven. Inmiddels zijn in gevangenschap gefokte prairiehonden en zwartvoetbunzings uitgezet op zeven plaatsen in Wyoming.
In 2007 waren er weer 220 zwartvoetbunzings in het wild. De populatie groeit met 35 % per jaar. In 2011 waren er zo'n 1000 exemplaren. Verder leven er nog zo'n 250 exemplaren in gevangenschap.